# Isla de Ulong
La Isla de Ulong (en inglés: Ulong Island; o simplemente Ulong) es la isla principal y un canal al oeste de la República de Palaos. A veces se le llama Aulong y originalmente se escribía Oroolong. Ulong es considerado por muchos como uno de los sitios que ofrece las mejores inmersiones en el mundo.
El canal de Ngerumekaol la corta parcialmente a través del arrecife cerca de la isla. El canal se extiende unos 500 metros (1.600 pies), con una anchura media de 33 metros (108 pies) y conduce a una laguna de arrecife de coral. Hay tiburones dentro de las corrientes del canal y en la esquina de Ulong.